# 植杉尚子
植杉 尚子（うえすぎ なおこ）は、日本のフリーアナウンサー。

## 来歴
東京都出身。信州大学経済学部卒業。放送業界に入る前には、印刷会社で営業の仕事をしていた。
その後東京アナウンスセミナーに通い、石川テレビ放送のアナウンサーになる。
石川テレビを退社した後はジョイスタッフに所属し、関東地方でフリーアナウンサーとして活動していた。

## 担当番組
脚注の無いデータは、すべてジョイスタッフ所属当時のプロフィールからの参考。
- 夕やけワイド まちかど元気王（石川テレビ） - FOMA中継担当
- めざましテレビ公認 わがまま!気まま!旅気分（BSフジ・フジテレビ系列） - リポーター
- ウィークリーいしかわ（石川テレビ） - リポーター
- 石川テレビスーパーニュース（石川テレビ） - キャスター（2003年4月[5] - ）
- あなたのそばのeお店！（さくらケーブルテレビ） - リポーター
- 朝まるJUST（チバテレビ） - リポーター
- Do!WATCH!（チバテレビ） - リポーター
- イチカマニア（いちかわケーブルネットワーク → JCN市川） - キャスター 兼 リポーター
- こんにちは荒川区（荒川ケーブルテレビ） - キャスター
- Sweet Home（MXテレビほか） - リポーター